# Qianxisaurus
Qianxisaurus es un género extinto de sauropterigios basales que vivieron en el  Triásico Medio (Ladiniense) en lo que ahora es China. Sus restos fósiles, un esqueleto, han aparecido en la Formación Falang, en la provincia de Guizhou.